# Władysław Czarniawski
Władysław Czarniawski (ur. 30 stycznia 1892, zm. ?) – major saperów Wojska Polskiego.

## Życiorys
Władysław Czarniawski urodził się 30 stycznia 1892 roku.
W 1921 jako kapitan piechoty zorganizował kompanię techniczną w 2 pułku piechoty Legionów. W latach 1923–1924 pełni obowiązki komendanta kadry w batalionie mostowym. 17 czerwca 1925 roku został przesunięty na stanowisko pełniącego obowiązki kwatermistrza batalionu, a 31 grudnia 1925 roku przesunięty na stanowisko dowódcy kompanii. 21 sierpnia 1926 roku został przeniesiony do 5 pułku saperów w Krakowie na stanowisko dowódcy XXI batalionu saperów. Od marca 1928 roku był słuchaczem pięciomiesięcznego Kursu Doskonalenia Oficerów Sztabowych Saperów w Oficerskiej Szkole Inżynierii w Warszawie. W 1932 roku objął obowiązki zastępcy dowódcy 5 batalionu saperów. 30 marca 1934 roku został zwolniony z zajmowanego stanowiska z pozostawieniem bez przynależności służbowej i z równoczesnym oddaniem do dyspozycji dowódcy Okręgu Korpusu Nr 5.
Z dniem 31 lipca 1934 roku został przeniesiony w stan spoczynku.

## Awanse
- kapitan – zweryfikowany ze starszeństwem z dniem 1 czerwca 1919[15]
- major – zweryfikowany ze starszeństwem z dniem 1 lipca 1925 lok. 6[16]

## Ordery i odznaczenia
- Krzyż Walecznych – trzykrotnie (po raz 1 i 2 w 1921)[17][18]
- Medal międzysojuszniczy „Médaille Interalliée” (zezwolenie Naczelnika Państwa w 1921)[19]